# Zamek Almodóvar del Río
Zamek Almodóvar del Río – zamek położony 25 km na zachód od Kordoby, na drodze wiodącej do Sewilli. Ze względu na swoje strategiczne położenie był jednym z najważniejszych celów ataku sił chrześcijańskich w czasie rekonkwisty Półwyspu Iberyjskiego w XIII wieku.

## Historia
- VIII wiek – Arabowie wznoszą zamek w celu ochrony szlaku wiodącego wzdłuż rzeki Gwadalkiwir
- XII wiek – rozbudowa zamku
- XIII wiek – zajęcie zamku przez chrześcijan
- 1362 – Piotr I Kastylijski rozpoczyna remont zamku. Ze względu na to, że był miłośnikiem sztuki arabskiej, zostaje zachowany arabski styl budowli
- pocz. XX wieku – ponowna restauracja zamku